# Harrison Park
Harrison Park es un municipio canadiense situado en la provincia de Manitoba.

## Superficie
Harrison Park tiene una superficie de 964,55 km².

## Demografía
En 2021, tenía 1852 habitantes, una densidad poblacional de 1,9 hab./km², y 1769 viviendas.